# Henry Louis Scott
Henry Louis Scott (né le 16 novembre 1891 à Paterson dans le New Jersey et mort le 17 mai 1954) est un athlète américain spécialiste du fond.

## Palmarès
| Date | Compétition           | Lieu      | Épreuve                 | Résultat |
| ---- | --------------------- | --------- | ----------------------- | -------- |
| 1912 | Jeux olympiques d'été | Stockholm | 3 000 mètres par équipe | 1er      |
| 1912 | Jeux olympiques d'été | Stockholm | 10 000 mètres           | DNF      |
| 1912 | Jeux olympiques d'été | Stockholm | 5 000 mètres            | Inconnue |